# Barranca Grande
Barranca Grande es una comunidad que pertenece al Estado de Veracruz, en particular al municipio de Ixhuacán de los Reyes. Está muy cerca del estado de Puebla, por lo que es relativamente frío. Además, sus coordenadas geográficas son 19° 19´ 21.7´´ en cuanto a latitud norte y 97° 02´ 33.3´´ en cuanto a longitud oeste. Se encuentra a una altitud de 1024 metros sobre el nivel del mar. Es ampliamente conocida por sus rápidos, ya que ahí se puede realizar rafting.

## Población
Barranca Grande cuenta con una población de 834 habitantes (408 mujeres y 426 hombres). El porcentaje de promedio de hijos por mujer es un poco elevado; 2.98 hijos. Esto implica que la tasa crecimiento es alta y que probablemente aumente en el futuro. En cuanto al analfabetismo, entre mayores de edad es 19.78%, de los cuales 16.2% en los hombres y 23.53% para las mujeres. Si hablamos, del grado de escolaridad de la comunidad, se sitúan muy por debajo de los índices globales con apenas un 3.54.
Su población tiene una gran cantidad de jóvenes donde el 34.413% representa el porcentaje de menores de edad respecto a la población.
Describe el texto sobre algún tema. Puedes reemplazar la sección si fuera necesario, describir según el tiempo, los integrantes, sucesos, lo que tengas en mente. Sigue este ejemplo para crear otras secciones.
Viven en casas muy pequeñas

## Estructura social y económica
Barranca Grande es un lugar pequeño. Esto se puede notar en el hecho de que solo existen 190 hogares. De estas, al menos 164 se pueden considerar viviendas dignas que cuentan con los servicios básicos. Estos servicios básicos se refieren a agua potable, instalaciones sanitarias, servicio público y luz eléctrica.
Sin embargo, la comunidad de Barranca Grande si cuenta con habitantes indígenas. Dos de las personas hablan un idioma indígena. Por lo que podemos considerar que la mayor parte este lugar es no indígena.
Por otro lado, si hablamos de la educación de su población, tenemos datos muy interesantes. Antes que nada, salta a la vista rápidamente que 165 personas sean analfabetas, los cuales cuentan con una edad mayor o igual a los 15 años. Esto es increíble cuando consideramos cuando consideramos que la población se conforma de tan solo 834 personas. Además, 177 habitantes no cuentan con ninguna escolaridad, 285 tienen escolaridad trunca, 61 con tan solo básica y 17 con educación media. Otro dato sorprendente es que la mediana de escolaridad es de tan solo 4 años. Eso quiere decir que apenas logran ingresar a la primaria.

## Morfología geografía
Las laderas de la comunidad tienen una morfología de tipo montañoso y escarpado con pendientes muy pronunciadas. Estos cerros pertenecen al Cinturón Neovolcanico Transversal. En las partes bajas donde se presentó la caída de rocas, se pudo encontrar brechas volcánicas, creados a partir de materiales asociados a la actividad volcánica del Cofre de Perote.
En cuanto al clima, la zona es cálido-húmedo con gran porcentaje de lluvias a lo largo del año. Las temperaturas generalmente oscilan por encima de los 20 °C. Su precipitación acumulada está en 2000 mm de lluvia anual. 
Debido a sus formaciones montañosas, la comunidad de Barranca Grande se encuentra como una zona de peligro. Esto debido al descenso consgtante de rocas en la comunidad.

## Vegetación e hidrología
La vegetación principal de esta comunidad son los árboles del tipo encino en los cuales la altura superan los 25 metros y también árboles guarumbo; además hay zonas cafetaleras y también para uso agrícola. Las zonas agrícolas son importantes para esta comunidad porque es la forma de subsistencia de la mayoría de las personas.
En cuanto a la hidrología, sabemos que el río Huitzilapan el cual nace en el cerro de la cumbre en el Pico de Orizaba, además desciende por montañas y se encuentra con el Magueyitos, los cuales forman el río de los pescados. Este combinado con el Santa María forman el río de la Antigua, el cual es ampliamente conocido en Veracruz. 

## Rápidos
Barranca Grande, en cuanto a su sección de rápidos se refiere, empieza en el deshielo del Pico de Orizaba, en agua sumamente cristalina. Incluye cascadas de más de 100 metros.